# 老堡乡
老堡乡，是中华人民共和国广西壮族自治区柳州市三江侗族自治县下辖的一个乡镇级行政单位。

## 行政区划
老堡乡下辖以下地区：
老堡社区、坡头村、曲村、塘库村、东竹村、老堡村、漾口村、车田村、老巴村、边浪村和白文村。